# Sept Ans de malheur (film, 1947)
Pour les articles homonymes, voir Sept Ans de malheur.
Pour plus de détails, voir Fiche technique et Distribution.
Sept Ans de malheur (Come persi la guerra) est une comédie italienne réalisée par Carlo Borghesio et sortie en 1947.
Il est considéré comme le premier film comique néo-réaliste. Le film a eu un grand succès, enregistrant 5,3 millions d'entrées en Italie (2e place du box-office Italie 1947) et 3,5 millions d'entrées en France (14e place du box-office France 1948).

## Synopsis
Leo Bianchetti vient de terminer son service militaire mais est rappelé sous les drapeaux. Après 10 ans passés sur différents fronts, il se retrouve en Italie à garder un pont qui vient d'être miné par les Allemands et qu'il ne veut pas quitter. Il est capturé par les Américains et enfermé dans un camp où il se lie d'amitié avec Checco. Par hasard, il devient un cobelligérant et aide à arrêter une patrouille allemande. En congé de prime, il se rend chez son amie Gemma. Chez elle, il entretient une correspondance épistolaire avec un héros de guerre qui est aussi son homonyme, mais à cause des bombardements, lui et Gemma doivent se séparer.
Après un certain temps, il retrouve Checco mais c'est alors qu'ils sont arrêtés par les Allemands. Dans le camp de prisonniers, un soldat le reconnaît comme le héros de l'histoire du pont et il n'est plus traité comme un prisonnier. Leo organise cependant une évasion massive qui aurait pu finir dans un bain de sang si la déclaration de la fin des hostilités n'était pas arrivée à temps. Il peut alors retourner auprès de Gemma. Mais celle-ci a rencontré le vrai Leo des lettres et prévoit de l'épouser. En temps de paix, la recherche d'un emploi n'est pas si facile, la seule proposition intéressante concerne un nouvel uniforme, celui de pompier, mais il peut ainsi rencontrer une infirmière, sa grande passion. 

## Fiche technique
- Titre français : Sept Ans de malheur ou Comment j'ai perdu la guerre[2]
- Titre original italien : Come persi la guerra[3]
- Réalisateur : Carlo Borghesio
- Scénario : Carlo Borghesio, Marcello Giannini, Leonardo Benvenuti d'après une histoire de Mario Amendola, Carlo Borghesio, Aldo De Benedetti, Mario Monicelli, Tullio Pinelli, Steno, Leonardo Benvenuti
- Photographie : Aldo Tonti
- Montage : Rolando Benedetti
- Musique : Nino Rota
- Producteurs : Luigi Rovere, Dino De Laurentiis, Luigi De Laurentiis, Riccardo Gualino
- Sociétés de production : Lux Film, Rovere De Laurentiis
- Pays de production :  Royaume d'Italie
- Langue originale : italien
- Format : Noir et blanc — 35 mm — 1,37:1 — Son : Mono
- Genre : Comédie satirique
- Durée : 90 minutes (1 h 30)
- Dates de sortie :
  -  Italie : 20 décembre 1947
  -  France : 17 novembre 1948

## Distribution
- Erminio Macario : Leo Bianchetti
- Vera Carmi : Gemma
- Nando Bruno : Checco
- Carlo Campanini : Capitaine allemand
- Aldo Tonti : Fritz
- Folco Lulli : Officier américain sur le pont
- Piero Lulli : Officier allemand sur le pont
- Nunzio Filogamo : Vendeur de chapeaux